# Schlacht von Monterrey
Fort Texas – Palo Alto – Resaca de la Palma – Monterrey – Buena Vista – Sacramento Fluss – Veracruz – Cerro Gordo – Contreras – Churubusco – Molino del Rey – Mexiko-Stadt – Chapultepec – Puebla – Huamantla
Die Schlacht bei Monterrey war ein Gefecht des Mexikanisch-Amerikanischen Krieges, in dem vom 21. bis 24. September 1846 in und um Monterrey mexikanische und amerikanische Truppen aufeinandertrafen. Es gelang den Mexikanern, die US-Truppen an der Festung Monterrey kurzzeitig aufzuhalten. Letztlich räumten die Mexikaner Stadt und Zitadelle.

## Vorgeschichte
Nach mehreren Niederlagen erhielt die mexikanische Nord-Armee den Befehl Santa Annas, sich auf Saltillo zurückzuziehen, um dort Verteidigungsstellungen zu beziehen. Ihr Befehlshaber, General Pedro de Ampudia, ignorierte den Befehl und entschied, sich bei Monterrey mit 7.303 Mann und 42 Kanonen den Truppen Zachary Taylors zum Kampf zu stellen. Gründe hierfür waren die Unzufriedenheit seiner Truppen mit den ständigen Rückzügen und Wechseln der Befehlshaber sowie Ampudias Wunsch, einen Sieg zu erringen. Pioniere errichteten Forts und Befestigungen in und um die Stadt, um deren Verteidigung zu stärken. Der Plan Ampudias, Taylor bereits bei Marín entgegenzutreten, um auf dem günstigen Gelände seine Überlegenheit an Kavallerie auszunutzen und sich im Falle einer Niederlage auf die Verteidigungsstellungen in Monterrey zurückziehen zu können, zerschlug sich, da einige Brigadekommandeure ihre Einheiten nicht für kampfbereit hielten. Die Pläne und Vorbereitungen zur Verteidigung waren konfus und unentschieden, das Verhältnis zwischen Ampudia und seinen Kommandeuren gestört. Diese Umstände wirkten sich negativ auf die Moral der Truppe aus.
Währenddessen waren die Truppen Taylors Ende August von Camargo aus losmarschiert. Am 19. September um 9 Uhr erreichte er mit 6.640 Mann Monterrey und geriet sogleich unter Artilleriebeschuss. Taylor bezog ein Lager im Wald von Santo Domingo vor der Stadt und sandte Aufklärungstrupps aus.

## Der Schlachtverlauf

Blick von Monterrey nach Südwesten Richtung Saltillo

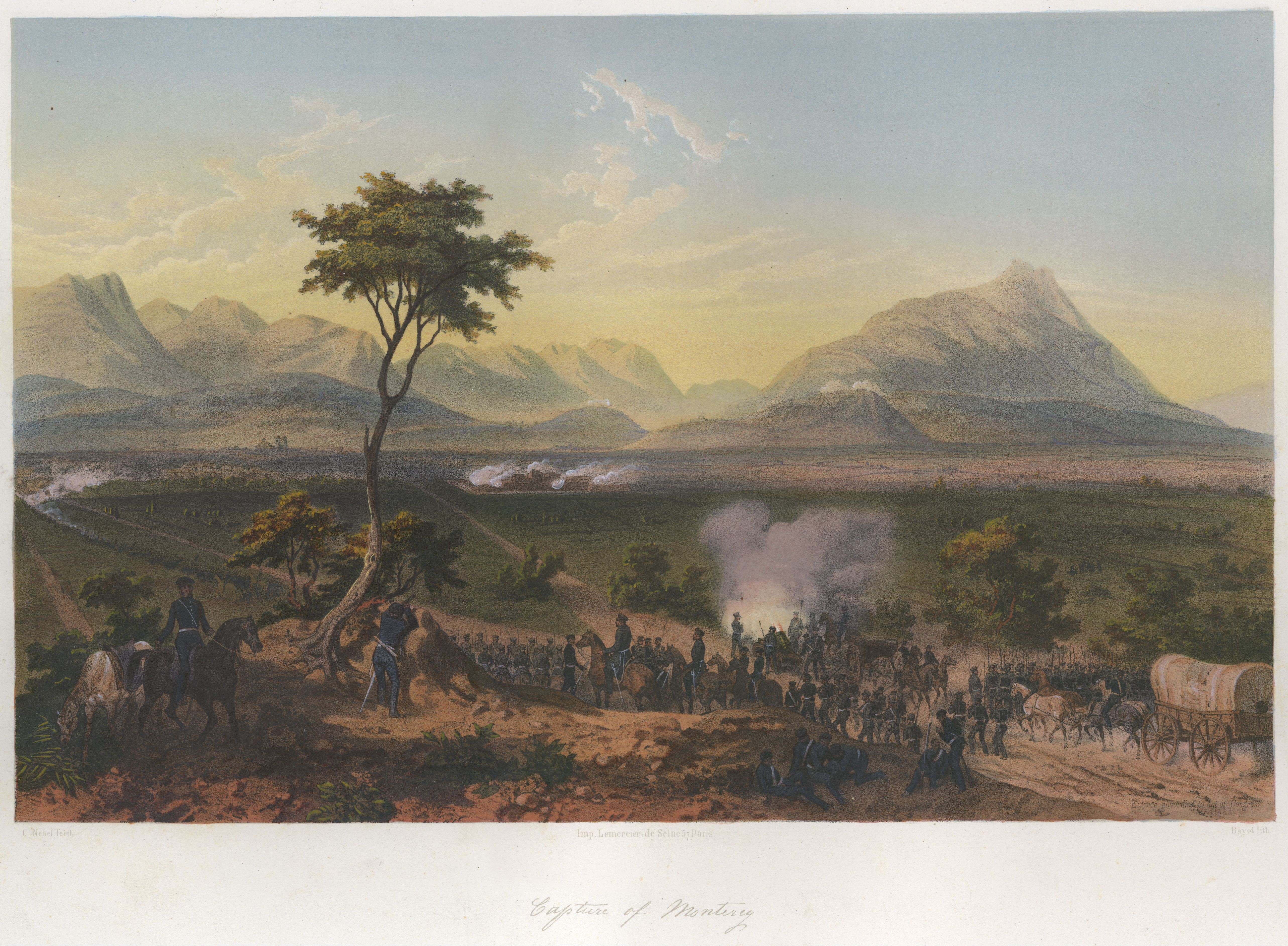
Die US-Truppen erreichen Monterrey. Lithographie nach einem Gemälde von Carl Nebel

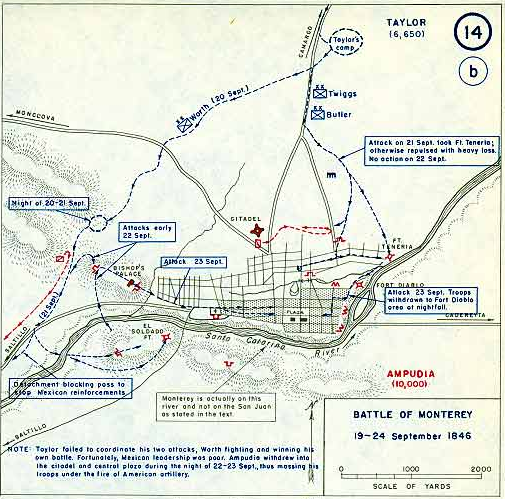
Karte zur Schlacht von Monterrey

Monterrey hatte 10.000 Einwohner und war schwer befestigt. Südlich der Stadt verläuft der Rio Santa Catarina, im Süden und Westen ragen Ausläufer der Sierra Madre Oriental auf. Zwischen ihnen verlaufen der Santa Catarina und die Straße nach Saltillo, die Monterreys einzige Nachschubroute war, flankiert von den Hügeln Independencia im Norden und Federacion im Süden. Am westlichen Ende Independencias befand sich die mit 50 bis 60 Mann und leichteren Kanonen besetzte Befestigung Libertad, den Hügel hinab Richtung Stadt der Obispado (span.: Bischofssitz). Am östlichen Ende Federacions stand Fort El Soldado, am westlichen eine kleine Redoute mit einem Geschütz.
900 Meter nördlich der Stadt befand sich die Zitadelle. Sie beherbergte 400 Mann und 30 Geschütze. In Reichweite der Geschütze befand sich die Kreuzung der Straßen nach Marín und Monclova.
Am 21. September um 14 Uhr gingen die US-Truppen zum Angriff über. General William Jenkins Worths 2.000 Mann starke Division regulärer Truppen sollte im Westen die Straße nach Saltillo abschneiden. Taylor ließ bei Sonnenuntergang den Rest der Armee als Ablenkung vor Monterrey aufmarschieren. Ampudia ließ sich nicht täuschen und sandte Verstärkungen zur Straße nach Saltillo sowie eine große Anzahl Kavallerie, um die Nachschublinie offen zu halten. Worths Division war, wegen des weichen Bodens der Weizenfelder, in fünf Stunden nur acht Kilometer vorangekommen und musste vor dem Angriff übernachten. Um 6 Uhr am nächsten Tag, dem 21. September, befahl er die Attacke. 200 Mann der mexikanischen Kavallerie starteten einen Gegenangriff und es kam zu einem 20-minütigen Gefecht, in dem es den US-Amerikanern gelang, die Mexikaner zu zerstreuen. Die US-Truppen rücken weiter vor und gerieten dabei unter Feuer von Fort Libertad auf dem Independencia-Hügel. Um 8.15 Uhr war die Straße nach Saltillo unter Worths Kontrolle und er entschied sich, die Redoute auf dem Federacion, südlich der Straße, einzunehmen. Die Amerikaner verloren 20 Mann, eroberten sie aber rasch und nahmen mit einem dort erbeuteten Geschütz Fort Soldado unter Feuer, dessen Besatzung rasch die Position aufgab. Auch dort fiel den Amerikanern ein Geschütz in die Hände. Beide nahmen die Befestigung auf dem Hügel Independencia unter Beschuss. Versuche der mexikanischen Kavallerie, die zurückgebliebenen Truppen Worths abzuschneiden, wurden vereitelt.
Im Osten sollten Oberstleutnant John Garland und seine 800 Regulären der 1st, 3rd Infantry und des Maryland and District of Columbia Battalion einen Ablenkungsangriff starten, um Worth zu entlasten. Sie gerieten unter Feuer von der nördlich der Stadt gelegenen Zitadelle und dem östlich der Stadt gelegenen Fort Tenería. Zwei Angriffe der Amerikaner wurden zurückgeschlagen. Nur einer geringen Anzahl Soldaten gelang es, sich hinter dem Fort Tenería zu verschanzen. Nach Garlands Scheitern sandte Taylor das 4th Infantry und das 1st Ohio-Regiment sowie General John Quitmans Brigade zur Verstärkung. Am Mittag war es gelungen, Fort Tenería einzunehmen. Die US-Truppen hatten schwere Verluste zu beklagen. Die Überlebenden Mexikaner zogen sich zum Fort Diablo zurück. Nach dem Fall Tenerías überquerte das Buckeye Regiment den Fluss bei La Purísima und griff erfolglos Fort Diablo an. Auf seinem Rückzug wurde es von zwei Regimentern mexikanischer Kavallerie, dem Dritten und dem Siebten, unter General Jose Maria Garcia del Conde angegriffen, konnte diese jedoch abwehren. Ein Angriff Garlands auf Fort Diablo wurde ebenfalls abgeschlagen. Insgesamt verloren die Amerikaner 394 Tote und Verwundete bei diesen Angriffen.

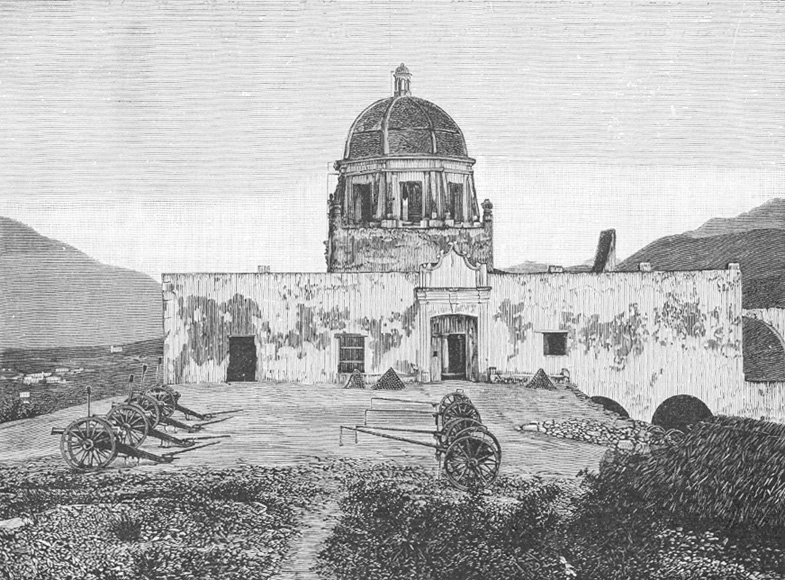
Der Obispado im 19. Jahrhundert

Am 22. September um 3 Uhr sandte Worth Oberst Thomas Childs, um das am westlichen Ende des Cerro del Obispado gelegene Fort Libertad im Handstreich zu nehmen. Die 60 Mexikaner des 4. leichten Infanterieregimentes wurden überrumpelt und das Fort rasch eingenommen. Ein Gegenangriff wurde abgewehrt. Eine Haubitze wurde den Berg hinaufgebracht und schaltete die Artillerie am Obispado aus. Am späten Nachmittag unternahmen die Mexikaner einen neuen Angriff, der rasch zusammenbrach. Die Mexikaner zogen sich, von den Amerikanern verfolgt, auf den Obispado zurück, räumten diesen aber kampflos vor den nachrückenden Amerikanern. Die westlichen Zugänge zur Stadt waren gesichert, die Verbindung der Mexikaner mit Saltillo vollständig abgeschnitten.
General Ampudia hatte in der Nacht vom 22. zum 23. September die äußeren Verteidigungslinien, mit Ausnahme der Zitadelle, geräumt und seine Truppen auf der Plaza Mayor zusammengezogen. Quitman bemerkte erst am nächsten Morgen Ampudias Rückzug und tastete sich vorsichtig in die Stadt vor. Um 11 Uhr hielt er bereits die östlichen Vororte. Worth hielt die Schüsse, die er von Quitmans Vorrücken vernahm, für das Signal zum Angriff und rückte auf Monterrey vor. Um 14 Uhr begann der Häuserkampf. Hierbei feuerten die Amerikaner mit Artillerie die Straßen entlang, während die Infanterie sich mit Brecheisen durch die Wände der Häuser vorarbeitete. Am späten Nachmittag begann ein auf der Plaza de la Capella in Stellung gegangener Mörser die Mexikaner auf der Plaza Mayor unter Feuer zu nehmen. Taylor befahl den Rückzug, obwohl seine Männer sich nur noch zwei Häuserblocks von der Plaza Mayor entfernt befanden. Er fürchtete einen nächtlichen Gegenangriff auf seine erschöpften Soldaten und dass sie von den fallenden Mörsergeschossen getroffen werden könnten.

## Waffenstillstand und Auswirkungen

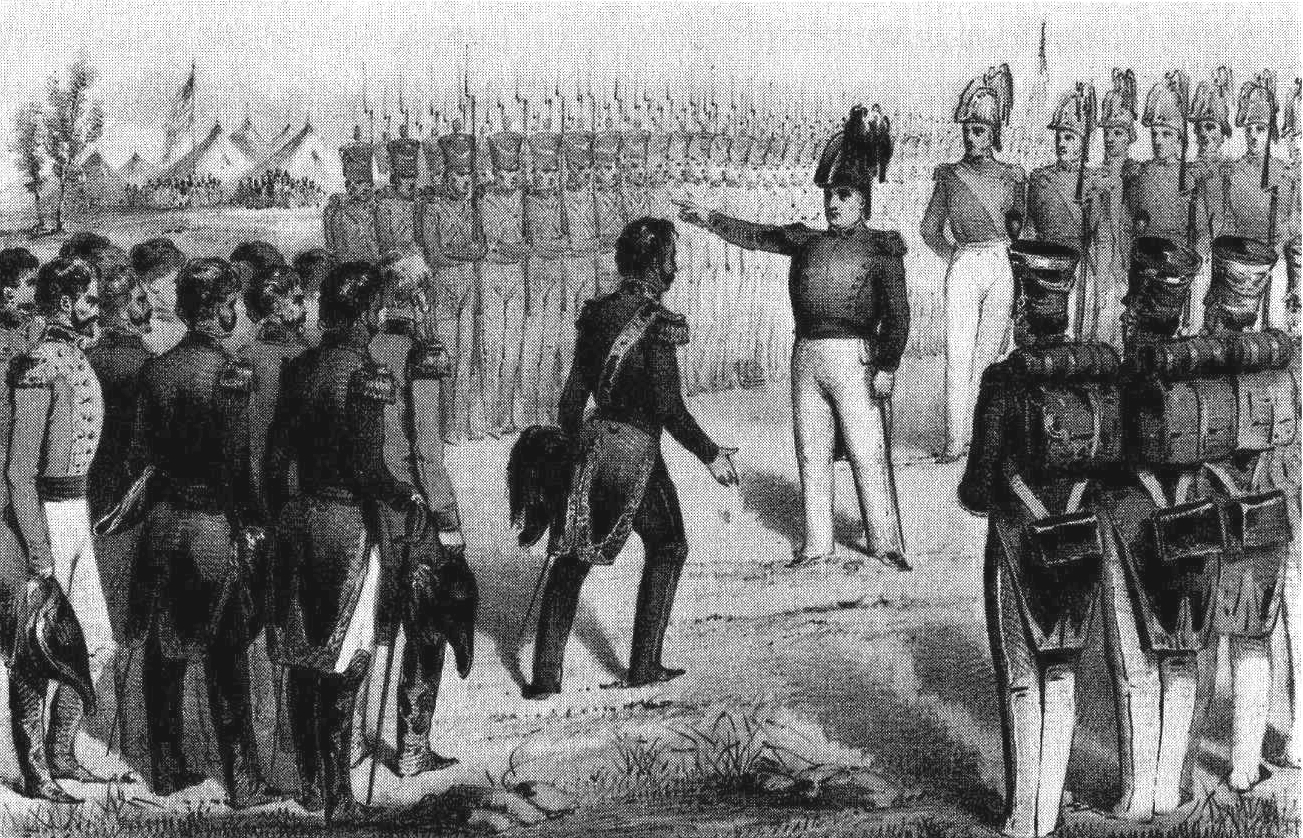
Pedro de Ampudia verhandelt mit Zachary Taylor über die Übergabe der Stadt

Am Abend des 24. September bat Gouverneur Morales General Taylor, die Zivilisten abziehen zu lassen. Ampudia bot Taylor an, die Stadt aufzugeben und sich mit seinen Männern zurückzuziehen. Um 13 Uhr am nächsten Tag traf sich Taylor mit Ampudia und es wurde beschlossen, dass eine gemeinsame Kommission die Kapitulationsbedingungen aushandeln sollte. Taylors Armee war angeschlagen und die Eroberung der Stadt hätte wahrscheinlich weitere schwere Verluste gefordert. Darüber hinaus war die Munition knapp und Taylor konnte nicht auf baldigen Nachschub hoffen. Wäre Monterrey nicht bald gefallen, hätte sich Taylor ohne Munition und Nachschub tief im Feindesland befunden.
Es wurde vereinbart, dass die Mexikaner ihre Waffen und sechs Kanonen behalten durften. Die Mexikaner sollten innerhalb einer Woche Stadt und Zitadelle räumen und sich hinter die Linie Rinconada, Linares, San Fernando zurückziehen. Außerdem sollte ein achtwöchiger Waffenstillstand in Kraft treten; vorausgesetzt, beide Regierungen würden den Waffenstillstand akzeptieren. Ampudias Armee zog sich zwischen dem 26. und dem 28. September aus Monterrey zurück und erreichte Saltillo am 30. September, wo sie bis zum 4. Oktober rastete. Ampudia hatte geplant, Saltillo zu seinem Stützpunkt zu machen. Eine Weisung aus Mexiko-Stadt wies ihn aber an, sich auf San Luis Potosí zurückzuziehen, das seine Truppen Ende Oktober erreichten. Somit war für General Taylor der Weg frei zur kampflosen Besetzung Saltillos, der Hauptstadt Coahuilas.
Die mexikanische Regierung hatte die Hoffnung gehabt, die Kampfhandlungen auf die Grenzgebiete des Landes begrenzen zu können, musste diese jedoch nach der Niederlage bei Monterrey aufgeben.